# Podosphaera leucotricha
Podosphaera leucotricha es una especie de hongo ascomicetos de la familia de las Erysiphaceae. La forma anamorfa es Oidium farinosum Cooke 1887.
Este hongo fitopatógeno es responsable del mildiu pulverulento del manzano y del peral.

## Sinónimos
Según « CatalogueofLife » a 13 de octubre de 2014 :	
- Albigo leucotricha (Ellis & Everh.) Kuntze 1898 ;
- Albugo leucotricha (Ellis & Everh.) Kuntze 1892 ;
- Oidium farinosum Cooke 1887 ;
- Oidium mespili Cooke 1887 ;
- Sphaerotheca leucotricha Ellis & Everh. 1888 ;
- Sphaerotheca mali Burrill 1892.

## Huéspedes y síntomas
El mildiu pulverulento, causado por el ascomiceto biotrófico obligado Podosphaera leucotricha, es una de las principales enfermedades de la manzana cultivada en todo el mundo. El anfitrión principal es la manzana, pero otras frutas como los melocotones y el membrillo proporcionan un anfitrión para Podosphaera leucotricha.  Una lista de plantas / especies hospedadoras afectadas incluye "Cydonia oblonga" (membrillo), "Malus" (manzana), "Prunus persica" (melocotón), "Prunus domestica" (ciruela), Pyrus (peras) y Mespilus germanica (níspero). En las manzanas, el hongo afecta las ramitas, follaje, flores y frutos del crecimiento de la temporada actual. Las plantas infectadas se caracterizan por una reducción de la fotosíntesis y la transpiración, lo que resulta en una asimilación subóptima de carbohidratos y un crecimiento reducido.
Podosphaera leucotricha causa una variedad de síntomas. En los tallos, los síntomas incluyen marchitamiento y decoloración. El marchitamiento y la torsión de la hoja ocurren en las hojas. Los síntomas de la inflorescencia incluyen decoloración (plantas no gramíneas), enanismo, atrofia y torsión. Dependiendo de la etapa en el ciclo de la enfermedad, los síntomas varían. El moho de la flor primaria emerge en el estadio del brote rosado. Las flores se deforman con pétalos de color verde pálido o amarillo y están cubiertas de micelio blanco y esporas. El mildiu secundario puede hacer lesiones que aparecen como manchas cloróticas en la superficie superior de la hoja. Los síntomas del mildiu secundario también incluyen hojas distorsionadas y caída prematura de las hojas.

Podosphaera leucotricha y sus efectos
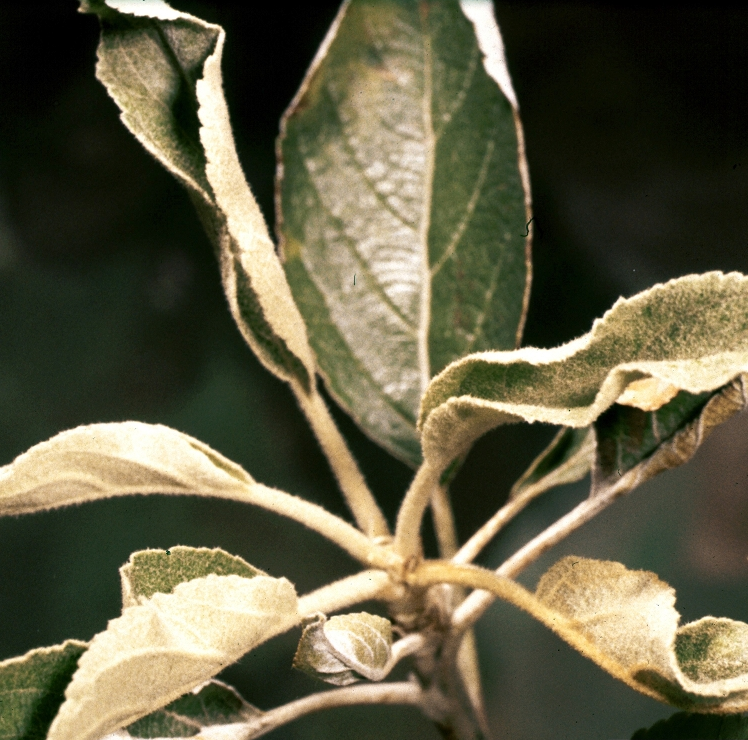
Torsión de las hojas del manzano por 'Podosphaera leucotricha'.
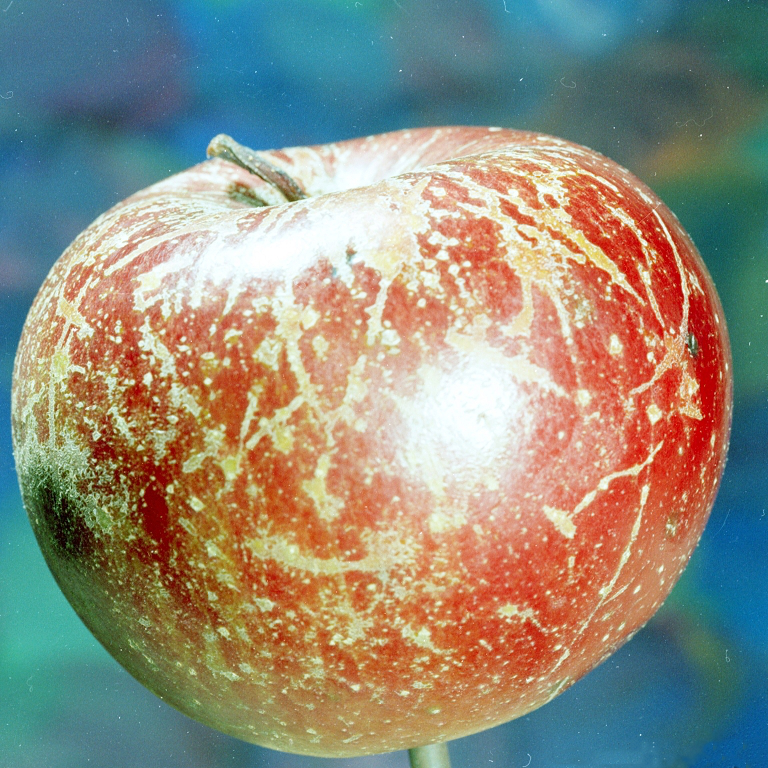
Manzana afectada por 'Podosphaera leucotricha'.
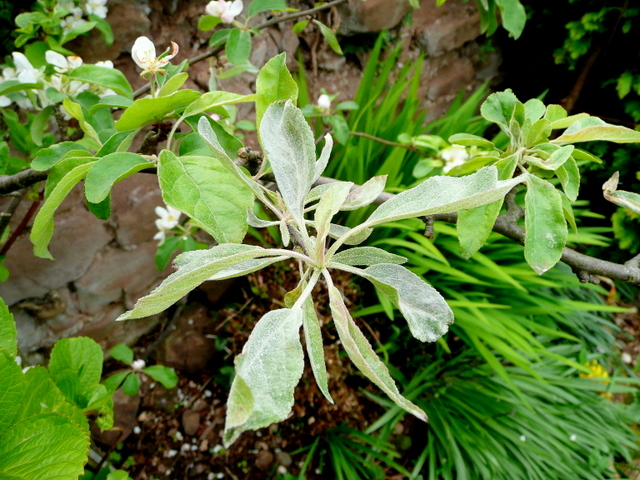
Torsión de las hojas del manzano por 'Podosphaera leucotricha'.